# Andryjanki
Andryjanki – wieś w Polsce położona w województwie podlaskim, w powiecie bielskim, w gminie Boćki.
Prawosławni mieszkańcy wsi należą do parafii Zaśnięcia Matki Bożej w Boćkach, a wierni kościoła rzymskokatolickiego do parafii św. Józefa Oblubieńca w Boćkach.

## Historia
Przed 1505 rokiem dwór w Andryjankach należał do Andrianczyczów, a w latach 1505–1508 był własnością marszałka nadwornego Michała Glińskiego. W latach 1509–1517 Andryjanki były własnością króla Zygmunta Starego. 
Przed 1939 rokiem właścicielem dworu i majątku o powierzchni 384 ha był Stanisław Gartkiewicz. 
W XIX wieku we wsi założono cmentarz prawosławny, który do 1915 r. pełnił funkcję 
parafialnego.
W latach 1954–1973 miejscowość była siedzibą gromady Andryjanki.
W latach 1975–1998 miejscowość administracyjnie należała do województwa białostockiego.

## Demografia
Według Powszechnego Spisu Ludności z 1921 roku wieś zamieszkiwało 287 osób, wśród których 201 było wyznania prawosławnego, 82 rzymskokatolickiego, a 4 mojżeszowego. Jednocześnie miejscowość miała charakter dwunarodowy, gdyż 152 mieszkańców zadeklarowało polską przynależność narodową, a 135 białoruską. Było tu wówczas 51 budynków mieszkalnych.

## Zabytki
- filialna cerkiew prawosławna pod wezwaniem Podwyższenia Krzyża Świętego, podlegająca parafii w Boćkach, 1914, nr rej.:782 z 31.01.1994
- zespół dworski, 2 poł. XIX:
  - murowano-drewniany dwór z połowy XIX wieku o cechach klasycystycznych, nr rej.:619 z 16.09.1986
  - drewniana oficyna, nr rej.:627 z 30.12.1986
  - drewniany spichrz, nr rej.:628 z 30.12.1986
  - park, nr rej.:411 z 22.10.1977[10].